# Valtari
Valtari — шестой студийный альбом исландской группы Sigur Rós, выпущенный в мае 2012 года.

## Об альбоме

### Предыстория
28 мая 2009-го Sigur Rós объявили, что они почти завершили запись своего нового альбома. Группа сказала, что альбом принимает форму более медленной и эмбиентной записи, чем Með suð í eyrum við spilum endalaust и Takk…. Музыка также мелодична, но менее шумная и более аутентичная, чем предыдущие альбомы. Альбом группа планировала выпустить в 2010-м году.
29 января 2010 года на своём сайте группа выложила информацию о том, что прекращает творческую деятельность на неопределённое время. Йонси в своём интервью журналу Spinner рассказал, что ныне каждый из членов группы занимается своими личными семейными делами, и каких-либо музыкальных релизов от Sigur Rós в 2010 году не предвидится. В мае 2011 года группа объявляла, что работает над новым, шестым студийным альбомом, который уже почти завершён. В действительности, признал Биргиссон, всё, что было записано, группу не устроило и было отвергнуто. Коллектив планировал позже начать новую запись, однако эти планы остались нереализованными из-за сольной активности Йонси Биргиссона.

### Обложка
Обложку альбома создали сестры Йонси, Лилия и Инга. Инга ещё ребенком позировала для обложки дебютного альбома группы, Von.

### Релиз
Первый сингл «Ekki Múkk» был выпущен 21 апреля 2012 года, вместе с сопровождающим видеорядом. 17 мая официальный сайт группы начал показывать таймер, дающий обратный отсчет даты релиза альбома. В этот же день на радио BBC Radio 1 состоялась премьера песни «Ég anda» из нового альбома.
Песня «Dauðalogn» прозвучала в третьем сезоне сериала «Дневники вампира» 10 мая 2012 года.

## Коммерческий успех
Valtari дебютировал на восьмой строчке в UK Albums Chart, в первую неделю распроданный в 11,136 копий. В США альбом попал в Billboard 200 и занял там седьмую строчку. Он также был продан в 26,000 копий. Для группы, это первое попадание в десятку лучших альбомов чарта и рекорд по количеству продаж в первую неделю релиза.

## Список композиций
Слова и музыка всех песен — Sigur Rós.
| №  | Название       | Перевод на английский[*] | Длительность |
| -- | -------------- | ------------------------ | ------------ |
| 1. | «Ég anda»      | I Breathe                | 6:15         |
| 2. | «Ekki Múkk»    | Not a Seagull            | 7:45         |
| 3. | «Varúð»        | Caution                  | 6:37         |
| 4. | «Rembihnútur»  | Tight Knot               | 5:05         |
| 5. | «Dauðalogn»    | Dead Calm                | 6:37         |
| 6. | «Varðeldur»    | Campfire                 | 6:08         |
| 7. | «Valtari»      | Roller                   | 8:19         |
| 8. | «Fjögur píanó» | Four Pianos              | 7:50         |

| №   | Название  | Перевод на английский[*] | Длительность |
| --- | --------- | ------------------------ | ------------ |
| 9.  | «Kvistur» | Branch                   | 5:30         |
| 10. | «Logn»    | Calm                     | 8:14         |

- *  Перевод на английский неофициальный.

## Позиции в чартах
| Чарт (2012)                     | Наивысшая позиция |
| ------------------------------- | ----------------- |
| Australian Albums Chart         | 14                |
| Austrian Albums Chart           | 39                |
| Belgian Albums Chart (Flanders) | 4                 |
| Belgian Albums Chart (Wallonia) | 17                |
| Canadian Albums Chart           | 4                 |
| Czech Albums Chart              | 18                |
| Danish Albums Chart             | 21                |
| Dutch Albums Chart              | 18                |
| Finnish Albums Chart            | 21                |
| French Albums Chart             | 29                |
| German Albums Chart             | 23                |
| Irish Albums Chart              | 1                 |
| Italian Albums Chart            | 7                 |
| Japanese Albums Chart           | 17                |
| Mexican Albums Chart            | 93                |
| New Zealand Albums Chart        | 34                |
| Norwegian Albums Chart          | 12                |
| Polish Albums Chart             | 35                |
| Portuguese Albums Chart         | 12                |
| Scottish Albums Chart           | 6                 |
| Spanish Albums Chart            | 21                |
| Swedish Albums Chart            | 31                |
| Swiss Albums Chart              | 15                |
| UK Albums Chart                 | 8                 |
| US Billboard 200                | 7                 |
| US Rock Albums                  | 4                 |
| US Independent Albums           | 2                 |
| US Alternative Albums           | 3                 |